# Herøysund
Herøysund är en tätort i Kvinnherads kommun i Vestland fylke i västra Norge. Orten ligger vid fylkesväg 500, på västra sidan av Hardangerfjorden.